# R.A.V.対セントポール市事件
R.A.V.対セントポール市事件（アールエーブイたいセントポールしじけん、R.A.V. v. City of St. Paul）505 U.S. 377 (1992)は、アメリカ合衆国連邦最高裁判所が全会一致でセントポールのヘイトスピーチ禁止条例はアメリカ合衆国憲法修正第1条が規定する表現の自由条項に反しているとして違憲判決を出し、 アフリカ系アメリカ人の住宅の敷地で十字架を焼却したため罪に問われたR.A.V.と呼ばれる10代の被告人の有罪判決を取り消した裁判。

## 判決の内容
この事件においては、条例を違憲とした結論は9人の判事全員が一致した所であったが、アントニン・スカリアが執筆し、ウィリアム・レンキスト、 アンソニー・ケネディ、デイヴィッド・スーター、クラレンス・トーマスの5人が同調した多数意見と、その他の4人の判事が支持した同意意見は大きく内容を異にするものであった。
4人の少数派の判事が支持した同意意見は、「喧嘩言葉」である場合にはヘイトスピーチを処罰することを容認していた。一方、スカリアをはじめとする多数意見を支持した判事たちは、本条例が表現の自由における見解中立原則に反することを問題視した。見解中立原則とは、国家が特定の立場に与するような表現規制を行うことを禁じる原則であり、例えばリベラルな表現は容認し、保守的な表現は規制するという対応を取ることは絶対的に禁じられる。
多数派の判事らは、セントポール市のヘイトスピーチ禁止条例は、レイシストが酷く罵られることを容認している一方で、レイシストがそれに対して黒人やユダヤ人に対して罵り返す権利を不当に奪っていると考えた。スカリアは、この状況を「論争の片方の陣営にクインズベリー・ルールの順守を義務付ける一方で、片方の陣営にはフリースタイルで戦う許可を与える権限を、セントポール市は持っていない」と批判し、セントポール市の条例はヘイトスピーチを狙い撃ちしていることこそが問題の本質であるとされ、違憲無効とされた。

## 影響
この判決を先例として、スタンフォード大学のヘイトスピーチ規制に違憲判決（コリー対スタンフォード大学事件、1995年）が出た。また、自治体や大学は独自に設けていたヘイトスピーチ規制を廃止する動きを見せた。